# Boicote aos ônibus de Tallahassee
O boicote aos ônibus de Tallahassee foi um boicote em toda a cidade de Tallahassee, Flórida, que buscava acabar com a segregação racial no emprego e nos arranjos de assentos dos ônibus da cidade. Em 26 de maio de 1956, Wilhelmina Jakes e Carrie Patterson, duas estudantes da Universidade A&M da Flórida foram presas pelo Departamento de Polícia de Tallahassee por "se colocarem em posição de incitar um motim".:9–10, 19 Robert Saunders, representando a NAACP, e o Rev. C. K. Steele começaram a conversar com as autoridades da cidade enquanto a comunidade afro-americana local começava a boicotar os ônibus da cidade. O Conselho Intercívico encerrou o boicote em 22 de dezembro de 1956.:36 Em 7 de janeiro de 1957, a Comissão da Cidade revogou a cláusula de segregação de franquia de ônibus por causa da decisão da Suprema Corte dos Estados Unidos no caso Browder v. Gayle (1956).

## História
Não só os ônibus eram segregados, com passageiros brancos na frente e negros atrás, como se não houvesse lugares negros livres, os passageiros negros tinham de ficar de pé, mesmo que houvesse lugares brancos livres. Além disso, se houvesse mais passageiros brancos do que lugares brancos, os passageiros negros tinham de ceder os seus lugares.:184
Jakes e Patterson embarcaram em um ônibus da cidade e sentaram-se nos únicos assentos vagos, que ficavam ao lado de uma mulher branca. O motorista declarou que as duas mulheres não podiam sentar-se onde estavam sentadas, e Jakes concordou em descer do ônibus se recebesse sua passagem de ônibus em troca. O motorista não devolveu a passagem de ônibus de Jakes e dirigiu até um posto de gasolina, onde então chamou a polícia, que posteriormente prendeu as mulheres. Mais tarde naquele dia, as alunas foram libertadas sob fiança pelo reitor dos alunos.
No dia seguinte ao incidente, a Ku Klux Klan queimou uma cruz em frente à residência das mulheres.:28 As notícias da queima da cruz se espalharam rapidamente pelo campus, e os oficiais da Associação de Governo Estudantil, liderados por Brodes Hartley, convocaram uma reunião do corpo estudantil. Os incidentes (a queima da cruz e a prisão) foram discutidos na reunião. Os líderes estudantis pediram a retirada do apoio estudantil à empresa de ônibus e que os alunos buscassem a participação no boicote em toda a comunidade. O reverendo Steele, membro da Aliança Ministerial Interdenominacional de Tallahassee (IMA) e líder da NAACP, organizou uma reunião em massa naquela noite. Na reunião, o Conselho Intercívico (ICC) nasceu da união da NAACP, IMA e da Liga Cívica de Tallahassee. O ICC foi formado em resposta ao medo da comunidade de que um protesto liderado pela NAACP fosse recebido com repressão estatal. Seus líderes realizavam reuniões semanais e o conselho era altamente ativo no ativismo relacionado aos direitos civis. A NAACP envolveu-se muito depois do boicote ter começado, quando os líderes enviaram um advogado para defender os condutores dos boicotadores (motoristas de carona) que foram presos por conduzir veículos "de aluguel" sem licença.
Três meses após o boicote, a demanda pela contratação de motoristas de ônibus negros foi atendida. Durante meses após o caso Browder v. Gayle, o governo sustentou a segregação de facto, com a instanciação de uma portaria determinando assentos designados em ônibus. Isso levou a prisões de negros que não se sentaram nos assentos designados a eles. Os esforços persistiram na resistência à segregação de ônibus e a aplicação da portaria se tornou menos rigorosa, quando os negros voltaram a andar de ônibus.
Em 1959, os membros do Conselho Intercívico de Tallahassee testaram o sucesso do boicote viajando nos ônibus recém-integrados; eles descobriram que a integração foi bem-sucedida.

## Análise
O sociólogo Lewis Killian aponta que os líderes organizacionais e comunitários não se reuniram até depois do início do boicote, o que destaca a espontaneidade do boicote iniciado pelos estudantes. Além disso, o boicote foi iniciado durante um período em que a atividade organizacional relacionada aos direitos civis de Tallahassee era marcadamente baixa e a comunidade negra em Tallahassee não estava preparada para um protesto tão grande quanto o boicote.
A criação do ICC fornece um exemplo do surgimento de novas normas e estruturas. Embora seja amplamente acreditado que os centros de atividade do Movimento pelos Direitos Civis eram órgãos organizacionais e estruturais como a igreja negra e a NAACP, uma nova estrutura normativa surgiu no boicote aos ônibus de Tallahassee.
O boicote representa um afastamento esquecido das circunstâncias do boicote aos ônibus de Montgomery, que foi planejado e precipitado por indivíduos e organizações ativas; além disso, o boicote de Tallahassee, pelo menos em seus estágios iniciais, foi separado e não modelou este último.
Killian considera que a formação do ICC e a natureza espontânea e irregular do início do boicote são compatíveis com a teoria tradicional do comportamento coletivo, que inclui elementos superficialmente irracionais como a espontaneidade.